# Ermelindo Lovagnini
Ermelindo Lovagnini, detto Lindo (Lodi, 24 gennaio 1921 – Lodi, 16 ottobre 1973), è stato un calciatore italiano, di ruolo terzino.
È morto nel 1973 all'età di 52 anni.

## Carriera
Ha legato il suo nome alle annate migliori del Livorno, dove ha militato (con eccezione della parentesi bellica, nella quale ha disputato alcune amichevoli con la maglia del Milano), dal 1942 al 1949, facendo parte della formazione che nell'annata 1942-1943 ha conteso fino all'ultima giornata lo scudetto al Grande Torino.
Nel 1949, dopo la retrocessione dei labronici in Serie B, passa al Como, esordiente in massima serie, col quale disputa le ultime sue 8 partite in Serie A, nella stagione chiusa dai lariani al sesto posto.
Prosegue quindi la carriera in Serie B con Brescia e Fanfulla, infine con la Reggiana in terza e quarta serie.
In carriera ha disputato complessivamente 131 incontri nella Serie A a girone unico (più 34 nell'anomalo Campionato 1945-1946), con due reti all'attivo, e 137 incontri (con 4 reti all'attivo) in Serie B.